# Sicut dudum
Sicut dudum (en français : Il n'y a pas longtemps...) est une bulle du pape Eugène IV, écrite en 1435, condamnant l'esclavage pratiqué sur les autochtones des îles Canaries, les Guanches.

## Contexte
Au début des années 1430, le christianisme fait de nombreux convertis dans les îles Canaries. La propriété des terres fait l'objet d'un litige entre le Portugal et le Royaume de Castille. L'absence de contrôle efficace entraîne des raids périodiques sur les îles pour se procurer des esclaves. À la suite d'une plainte déposée par Fernando Calvetos, évêque des îles, le pape Eugène IV publie une bulle papale, Creator omnium, le 17 décembre 1434, annulant l'autorisation précédemment accordée au Portugal de conquérir les îles encore païennes. Eugène excommunie quiconque réduit en esclavage des chrétiens nouvellement convertis, la peine étant maintenue jusqu'à ce que les captifs soient rendus à leur liberté et à leurs biens.

## Contenu
Le pape Eugène IV publie le 13 janvier 1435, destinée à l'évêque Ferdinand de Lanzarote, une bulle sans appel sur le thème de l'esclavage, faisant ainsi pour la première fois de ce sujet un objet doctrinal. Sicut dudum fait état de dénonciations des mauvais traitements infligés aux autochtones des Iles Canaries, et fustige le comportement de chrétiens qui ont capturé ces autochtones, les ont privés de leurs biens et de leur liberté, quand bien même ceux-ci ne sont pas baptisés. Eugène IV exhorte ensuite les princes d'Occident, nobles, soldats et tous à renoncer à ces pratiques. Enfin, il exige la libération immédiate (dans les quinze jours) de tous les esclaves des Iles Canaries sous peine d'excommunication: 
« Sous peine d’excommunication, tout maître d’esclave a quinze jours à compter de la réception de la bulle pour rendre leur liberté antérieure à toutes et chacune des personnes de l’un ou l’autre sexe qui étaient jusque-là résidentes desdites îles Canaries [...] Ces personnes devaient être totalement et à jamais libres et devaient être relâchées sans exaction ni perception d’aucune somme d’argent. »
À l’époque, la papauté avait peu d'influence, et singulièrement peu en Espagne. Si cet appel eut peu d’effets, l'Église catholique n'en venait pas moins de planter un premier jalon doctrinal dans sa longue lutte contre l’esclavage[réf. souhaitée].